# Edvard Mlačnik
Edvard Mlačnik, slovenski veteran vojne za Slovenijo, * 1954.

## Odlikovanja in nagrade
Leta 2001 je prejel častni znak svobode Republike Slovenije z naslednjo utemeljitvijo: »ob deseti obletnici osamosvojitve za zasluge pri obrambi svobode in uveljavljanju suverenosti Republike Slovenije«.